# Pere Borguny Castelló
Pere Borguny Castelló (16. května 1628 Palma de Mallorca – 30. srpna 1654 Alžír) byl španělský římskokatolický laik a mučedník.

## Život
Narodil se 16. května 1628 v Palma de Mallorce do hluboce věřící rodiny Pedra Borguny a Magdaleny Castelló. Dne 18. června 1629 přijal svátost biřmování. Rodiče mu poskytli vzdělání a seznámili ho s výrobou a prodejem textilií. V osmi letech mu zemřela matka a jeho otec se znovu oženil.
Během dospívání toužil po svobodě a nezávislosti, což ho vedlo k vyhledávání přátel s podobnými aspiracemi. Měl tendenci bránit čest svých přátel i za cenu vlastního života a pověsti. Chtěl opustit ostrov a hledal člověka, který mu pomůže. Lodě často vyplouvaly s rizikem zajetí alžírskými piráty. Pedro a jeho přátelé vypluli z Palmy na lodi „La Dama“ pod kapitánem Garím. Bylo mu 15 nebo 16 let. Cesta se mu vymstila, protože krátce po vyplutí byli přepadeni piráty a odvezeni do Alžíru. Muslimský fanatismus zapříčinil obchod s otroky. Otroci byli často biti a mělo málo jídla.
V Alžíru strávil jako otrok tři roky. Jeho otec ho vykoupil za 480 pesos. Podle tehdejšího zvyku mu našel dobrou ženu, aby mu zajistil klidný život. Pere však odmítl nabízený sňatek a 28. února 1658 se oženil s Catalinu Vic. Catalina však zemřela po dvou letech manželství. Pere hledal přátele, které by bránil před jakoukoli hanbou. Jednoho dne byl zraněn jedním mužem blízko srdce. Krvácející Pere odešel do kostela svaté Eulalie, kde byl ošetřen. Zotavil se ze zranění a odešel se pomstít. Muže postřelil a byl odsouzen k exilu.
Usadil se ve Valencii, kde se zabýval prodejem textilií ve městech blízko Středozemního moře. Na obchodní cestě do Oranu byl zajat a odvezen na trh s otroky v Alžíru. Jednou v noci se Pere popral s jiným otrokem a zranil ho. Jeho pán ho potrestal 200 ranami bičem a varováním před odvezením do Konstantinopole, kde nebude mít šanci uniknout. Pere prosil svého pána, aby se nad ním slitoval. Ten jej donutil k přijetí islámu a v očích ostatních otroků se Pere stal odpadlíkem. Od přijetí islámu se Pere změnil, chodil po ulicích a chlubil se svou novou vírou. Brzy se však začal cítit osaměle a vyčítal si konverzi. Své bývalé přátele a otroky odprošoval a vysvětloval konverzi jako touhu po svobodě.
Chtěl odejít zpět do Španělska, i když věděl, že se dostane před inkviziční tribunál. Svým přátelům nabídl odjezd na lodi svého pána, který ale plán odhalil a po zbití mu vyhrožoval upálením na hranici. Pere však neměl strach a viděl příležitost, jak odčinit svůj čin a vyznat víru v Krista. Dne 30. srpna 1654 byl odveden na místo popravy, vyznal víru v Krista a byl upálen. Svědky byli mercedariánští bratři Ignacio Vidondo a Esteva.

## Proces svatořečení
Proces byl zahájen 10. listopadu 2010 v diecézi Mallorca.